# Saint-Étienne-de-Crossey
Saint-Étienne-de-Crossey è un comune francese di 2 664 abitanti situato nel dipartimento dell'Isère della regione dell'Alvernia-Rodano-Alpi.

## Società

### Evoluzione demografica
Abitanti censiti